# Pothigoge állomás
Pothigoge (Beotigogae) állomás a szöuli metró 6-os vonalának állomása, mely Szöul Csung-ku (Jung-gu) kerületében található.
Az állomás neve a közeli Pothi (Beoti)-hágóról kapta a nevét. A legenda szerint a Csoszon (Joseon)-korban a katonák egy tolvajt üldöztek a hágón át, Hannam-tong (Hannam-dong)ból Jakszu-tong (Yaksu-dong)ig, azt kiabálva, pondo (beondo) (번도, tolvaj), a szó pedig később ponthi (beonti) majd pothi (beoti) alakká torzult.

## Viszonylatok
| 6-os vonal                                    | 6-os vonal | 6-os vonal                         |
| --------------------------------------------- | ---------- | ---------------------------------- |
| Hangangdzsin (Hangangjin) Ungam (Eungam) felé | 6-os vonal | Jakszu (Yaksu) Sinne (Sinnae) felé |